# 価値観外交
価値観外交（かちかんがいこう）とは、民主主義や法の支配、基本的人権の尊重などを価値観として共有する国家との関係を強化しようという外交政策。「価値の外交」とも。

## 概要
日本の外務省は、「普遍的価値（自由、民主主義、基本的人権、法の支配、市場経済）に基づく外交」と説明している。つまり、こうした価値観を持つ国々や人々との連携協調を推し進め、また支援し広めようとする外交方針である。
元々は米国で新保守主義の立場から提唱されたもので、日本では新保守主義の父と呼ばれるアーヴィング・クリストルに影響を受けてきた安倍晋三をはじめ、麻生太郎らが共鳴した。2012年12月27日に安倍がPROJECT SYNDICATEに寄せ、自身の価値観外交をあらわした論文「アジアの民主主義的安全保障ダイヤモンド」では、内閣官房副長官時代の安倍と親しくしていた米国の新保守主義者として有名なジョン・ボルトンが9月10日に『ウォール・ストリート・ジャーナル』で発言した「北京の湖」が引用されている。

## 自由と繁栄の弧
日本において、この「価値観外交」という考え方を具体化した政策を「自由と繁栄の弧（the arc of freedom and prosperity）」と言う。
そもそもこの「弧」とは、地政学における概念に由来する。イギリスの地理学者ハルフォード・マッキンダーはアフリカやバルカン半島から中東を通って、東南アジア、朝鮮半島に至る、帯状の紛争多発地域のことを「危機の弧」（arc of crisis）と定義した。後に米国の米軍再編では四年ごとの国防計画見直しにおいて同地域を「不安定の弧」（arc of instability）と位置づけ「大規模な軍事衝突が起こりやすい、力を伸ばす大国と衰退する大国が混在する、豊富な資源をもつ軍事的な競争相手が出現する可能性がある、アメリカの基地や中継施設の密度が他の地域とくらべ低い」地帯としている。
こうした定義に対して、インドの元首相マンモハン・シンは、不安定の弧を「繁栄の弧」（arc of advantage）と定義し、安定かつ発展的なアジア形成に向けたアジアの共同体建設を提起している。

### 第1次安倍内閣
「自由と繁栄の弧」は、これらの概念を背景として第1次安倍内閣における日本の新たな外交方針を策定する際の基本的な考え方の表示となった。
2006年11月、外務大臣であった麻生太郎が講演の席で提唱したのが初出であると言われる。当時外務事務次官であった谷内正太郎を中心に企画・立案されたとされる。この「価値観外交」―「自由と繁栄の弧」は、安倍内閣の基本的な外交方針となった。
具体的に解説すると、「自由と繁栄の弧」の指す地域は、地理的には「北欧諸国から始まって、バルト諸国、中・東欧、中央アジア・コーカサス、中東、インド亜大陸、さらに東南アジアを通って北東アジアにつながる地域」である。この地域に物心の協力などを通して上述の「普遍的価値」を根付かせ、地域の政治・経済の安定を実現し、テロの温床を無くして平和を構築しようとする試みである。その目的を達するため、先進各国及び域内の民主主義市場経済体制の国々と積極的に協調すべきとした。特にインドとの関係を強化しようとし、首脳・閣僚会談、貿易・投資や政府開発援助の拡大政策などを行った。
提唱者とされる麻生は、自著『とてつもない日本』（新潮新書）において、非欧米圏で自由、民主主義、法の支配などの価値の先駆者であるという日本の地位を活かし、「弧」地域全体の繁栄に貢献する、その結果として経済や安全保障などで日本も国益を享受する、と述べている。同書では、民主化支援、法律の整備や法律家人材育成に日本の制度や経験を活かす法整備支援などのほか、自衛隊の国際連合平和維持活動（PKO）、自身の思い入れのあるマンガも含めた日本文化を通じた交流も、その具体的施策として位置付け、重視する姿勢を示していた。
2007年9月に安倍内閣が倒れると、後継となった福田康夫内閣は、中華人民共和国（中国）や韓国を中心とする東アジア外交に軸足を移すことになり、「自由と繁栄の弧」政策は後退。2008年1月に同政策の強力な推進者であった谷内外務次官の退任で中断した。
その後、2008年9月に成立した麻生内閣では、首相・麻生太郎は就任直後に行われた国連総会の演説にて価値観外交について言及するなど、価値観外交の復活を印象付けた。
2011年1月には菅直人内閣の防衛大臣であった北澤俊美が、「アジア太平洋地域の平和と安定のため、周辺国（日米同盟に加え韓国、オーストラリア、東南アジア諸国）との協力関係を深めていくことが不可欠」と発言。

### 第2次安倍内閣
2012年12月26日発足の第2次安倍内閣では、安倍晋三内閣総理大臣や麻生太郎副総理に加え、「自由と繁栄の弧」の企画・立案者とされる谷内正太郎元外務事務次官も内閣官房参与となり、改めて「自由と繁栄の弧」「価値観外交」を外交の基本方針にすると主張されている。
第1次安倍内閣当時、「自由と繁栄の弧」を基軸とする外交は「価値観が異なる」中国やロシアに対する包囲網とも取れ、（日本に対する）疑念や警戒心を与えるものとして批判する意見も一部にあった。しかし、日本の国際的存在感の低下、尖閣諸島問題に象徴される日中間の力関係の変化という新たな国際情勢のもと、中国との正面衝突を回避しつつ、アジアにおけるパワーバランスを適正に保ち、アジア及び世界の安定と発展に寄与する外交政策であると再評価されている。
第2次安倍内閣における「価値観外交」の特色は、中国やインドとの間という地政学的優位性が高い上、経済や安全保障での重要性も高まる東南アジアを重視する点である。麻生太郎副総理兼財務相・金融相は第2次安倍内閣最初の閣僚外遊先として民主化を進めるミャンマーを選んだ。この点、麻生副総理は「閣僚の最初の訪問先がミャンマーとなったこと自体、政権としてのメッセージである。」と述べている。
安倍晋三首相も、就任後最初の外遊先として、2013年1月16日から18日にかけ、ベトナム、タイ、インドネシアを訪問。アジア太平洋地域の戦略環境が変化する中で、地域の平和と繁栄を確保していくため、自由、民主主義、基本的人権、法の支配など普遍的価値の実現と経済連携ネットワークを通じた繁栄を目指し、日本はASEANの対等なパートナーとして共に歩んでいく旨のメッセージを各国首脳に伝達した上、以下の安倍ドクトリンを発表した。
- 自由，民主主義，基本的人権等の普遍的価値の定着及び拡大に向けて、ASEAN諸国と共に努力していく。
- 「力」でなく「法」が支配する、自由で開かれた海洋は「公共財」であり、これをASEAN諸国と共に全力で守る。米国のアジア重視を歓迎する。
- 様々な経済連携のネットワークを通じて、モノ、カネ、ヒト、サービスなど貿易及び投資の流れを一層進め、日本経済の再生につなげ、ASEAN諸国と共に繁栄する。
- アジアの多様な文化，伝統を共に守り、育てていく。
- 未来を担う若い世代の交流を更に活発に行い、相互理解を促進する。

日本の価値観外交においては、港や道路などハードのインフラの整備だけでなく、投資環境整備にもつながる法整備支援や、人材育成といったソフトのインフラ整備への協力を、日本の役割として位置付けることが重要と指摘されている。
なお、内閣発足の翌日・27日には、NPO「プロジェクト・シンジケート」のウェブサイトに“Asia's Democratic Security Diamond”（アジアの民主主義保安四角形）と題する安倍の論文が掲載された。内容はインド（西端）・日本（北端）・ハワイ（東端）・オーストラリア（南端）の4つの国・地域で中国を封じ込めようというものである。
民主主義や人権尊重といった価値観の共有については、2000年に入って東南アジアでは強権的な動きが続いており、世界銀行の発表する東南アジア諸国の2016年の民主化度はいずれも100位以下で多くの国で低下傾向にあると指摘されている。

### 岸田文雄・石破茂政権での後退
しかし、安倍晋三政権の終焉後、外務省の公式の声明でも価値観外交という言葉は頻度が減り、事実上後退している。石破茂政権は中国との関係改善を主張しており、価値観外交よりも経済および地政学的な権益を重視している。

## 台湾
台湾（中華民国）は、台湾を自国領土と主張する中国の圧力により、多くの国と正式な外交関係を樹立できないでいるが、近年は中国政府の反対にもかかわらず、日本や欧米の民主主義諸国から議員らが相次ぎ訪問している。これに対して日本の『産経新聞』は、蔡英文政権の「価値観外交」が奏功していると報じている。

## 批判
- 外務審議官を務めた田中均は、「効果的なのか」「国と国との関係は相手の立場を考えることが必要」、中国などの民主化を望んでも「価値観をただして物事を進めようとすること」はかえって反感を呼ぶとの見方を示している[20]。
- 中国の『人民日報』は「安倍氏も麻生氏も、どこに行ってもこれを口にし、どんどん偏執的になっていく」「災いを他国に押し付ける破壊者ではなく、近隣国と親しくする建設者となることを試みるようご両人に忠告申し上げる」と批判している[21][22]。
- 日中協会の会長である野田毅は、「価値観外交」は中国から見れば「対中包囲網」であり、あまり利口な言葉遣いではないと述べた[23]。
- 日本の雑誌『東洋経済』は特定の国に対抗することが目的であり民主主義・人権といった価値を共有しない国であっても価値観外交と称する事がしばしばありポーズでしかない事は見抜かれているとの記事を掲載した[24]。
- 朝日新聞OBの田岡俊次は民主主義、人権を謳うアメリカは、反共の名目に中米などで軍事クーデターを支援した事、共産主義であっても武器支援をしたユーゴスラビアを例に挙げ、日本と同じ価値観を謳う国であっても共有していないとした[25]。